# 은체우현

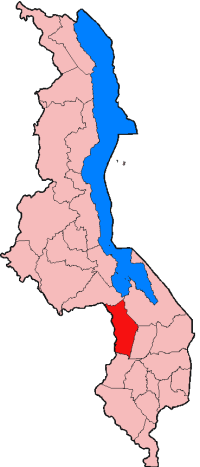
은체우 현

은체우현(Ntcheu District)는 말라위 중부 주에 위치한 현으로, 현도는 은체우이며 면적은 3,424km2, 인구는 474,464명이다. 데자 현과 망고치 현, 발라카 현, 음완자 현과 인접해 있으며 모잠비크와 국경을 맞대고 있다.